# Вороненська сільська рада
Вороне́нська сільська́ ра́да — колишня адміністративно-територіальна одиниця та орган місцевого самоврядування в Жашківському районі Черкаської області. Адміністративний центр — село Вороне.

## Загальні відомості
- Населення ради: 1 186 осіб (станом на 2001 рік)

## Населені пункти
Сільській раді були підпорядковані населені пункти:
- с. Вороне

## Склад ради
Рада складалася з 16 депутатів та голови.
- Голова ради: Коломієць Ганна Володимирівна

### Керівний склад попередніх скликань
| Прізвище, ім'я, по батькові   | Основні відомості                                                         | Дата обрання | Дата звільнення |
| ----------------------------- | ------------------------------------------------------------------------- | ------------ | --------------- |
| Дудник Тетяна Андріївна       | Сільський голова, 1958 року народження, член Народної партії              | 26.03.2006   | 17.03.2009      |
| Коломієць Ганна Володимирівна | Сільський голова, 1965 року народження, освіта вища, член Народної партії | 02.08.2009   | 31.10.2010      |
| Коломієць Ганна Володимирівна | Сільський голова, 1965 року народження, освіта вища, член Народної партії | 31.10.2010   |                 |

Примітка: таблиця складена за даними сайту Верховної Ради України

### Депутати
За результатами місцевих виборів 2010 року депутатами ради стали:

#### За суб'єктами висування
| Суб'єкт висування                 | Кількість обраних депутатів | %    |
| --------------------------------- | --------------------------- | ---- |
| Самовисування                     | 10                          | 62,5 |
| Партія регіонів                   | 5                           | 31,3 |
| Політична партія «Сильна Україна» | 1                           | 6,3  |

#### За округами
| № округу                          | Прізвище, ім'я, по батькові     | Дата визнання обраним | Освіта             | Партійна приналежність                  | Відомості про обраного депутата                                                                  |
| --------------------------------- | ------------------------------- | --------------------- | ------------------ | --------------------------------------- | ------------------------------------------------------------------------------------------------ |
| Партія регіонів                   |                                 |                       |                    |                                         |                                                                                                  |
| 2                                 | Команчук Михайло Васильович     | 02.11.2010            | середня            | член Партії регіонів                    | Лікарська амбулаторія, водій швидкої допомоги                                                    |
| 4                                 | Таран Катерина Василівна        | 02.11.2010            | вища               | член Партії регіонів                    | ПСП «Відроджен-ня», головний економіст                                                           |
| 7                                 | Ворона Алла Василівна           | 02.11.2010            | середня            | позапартійна                            | тимчасово не працює                                                                              |
| 8                                 | Сюч Світлана Володимирівна      | 02.11.2010            | вища               | член Партії регіонів                    | Кафе споживчого товариства, продавець                                                            |
| 10                                | Левченко Віктор Вікторович      | 02.11.2010            | вища               | член Партії регіонів                    | ПСП «Відроджен-ня», головний агроном                                                             |
| Політична партія «Сильна Україна» |                                 |                       |                    |                                         |                                                                                                  |
| 5                                 | Міков Анатолій Валерійович      | 02.11.2010            | вища               | член Політичної партії «Сильна Україна» | Вороненськазагальноосвітня школа І-ІІІ ст., заступник директора школиз навчально-виховної роботи |
| Самовисування                     |                                 |                       |                    |                                         |                                                                                                  |
| 1                                 | Пшінка Тетяна Іванівна          | 02.11.2010            | середня спеціальна | позапартійна                            | Вороненська сільська рада, касир                                                                 |
| 3                                 | Раковський Олександр Васильович | 02.11.2010            | вища               | позапартійний                           | Лікарська амбулаторія, сторож                                                                    |
| 6                                 | Гладка Надія Єфремівна          | 02.11.2010            | середня спеціальна | член Соціалістичної партії України      | ПСП «Відроджен-ня», ветлікар                                                                     |
| 9                                 | Дем'янчук Олексій Петрович      | 02.11.2010            | середня            | позапартійний                           | ПСП «Відроджен-ня», механік току                                                                 |
| 11                                | Поліщук Ольга Дмитрівна         | 02.11.2010            | середня            | член Соціалістичної партії України      | пенсіонер                                                                                        |
| 12                                | Бенза Федора Дмитрівна          | 02.11.2010            | середня            | член Соціалістичної партії України      | ПСП «Відроджен-ня», оператор машинного доїння                                                    |
| 13                                | Сокоренко Микола Володимирович  | 02.11.2010            | середня            | позапартійний                           | ПСП «Відроджен-ня», комірник                                                                     |
| 14                                | Білопольська Параска Іванівна   | 02.11.2010            | середня спеціальна | позапартійна                            | Дільнична лікарня ветеринарної медицини, ветфельд-шер                                            |
| 15                                | Племенник Ольга Анатоліївна     | 02.11.2010            | середня спеціальна | позапартійна                            | Лікарська амбулаторія, дільнична медсестра                                                       |
| 16                                | Яремчук Олександра Іванівна     | 02.11.2010            | середня спеціальна | позапартійна                            | Виконком Вороненсь-кої сільської ради, секретар                                                  |